# آب‌انبار علی حاجی غلام
آب‌انبار علی حاجی غلام مربوط به دوره صفوی است و در اردکان، روبروی قبرستان واقع شده و این اثر در تاریخ ۲۶ اسفند ۱۳۸۶ با شمارهٔ ثبت ۲۲۱۱۷ به‌عنوان یکی از آثار ملی ایران به ثبت رسیده است.